# Семенное
Семенно́е (до 1948 года Бешара́н; укр. Сім'яне, крымскотат. Beş Aran, Беш Аран) — село в Нижнегорском районе Республики Крым, входит в состав Уваровского сельского поселения (согласно административно-территориальному делению Украины — Уваровского сельского совета Автономной Республики Крым).

## Население
| 2001 | 2014 |
| ---- | ---- |
| 807  | ↘717 |

Всеукраинская перепись 2001 года показала следующее распределение по носителям языка
| Язык             | Процент |
| ---------------- | ------- |
| русский          | 65.55   |
| крымскотатарский | 25.28   |
| украинский       | 8.05    |
| другие           | 0.37    |

### Динамика численности
| - 1805 год — 125 чел. - 1864 год — 19 чел. - 1889 год — 105 чел. - 1892 год — 12 чел. - 1900 год — 36 чел. - 1915 год — 167 чел. | - 1926 год — 176 чел. - 1939 год — 346 чел. - 1989 год — 606 чел. - 2001 год — 807 чел. - 2009 год — 801 чел. - 2014 год — 717 чел. |

## Современное состояние
На 2017 год в Семенном числится 9 улиц; на 2009 год, по данным сельсовета, село занимало площадь 103 гектара на которой, в 307 дворах, проживал 801 человек. В селе действуют фельдшерско-акушерский пункт библиотека-филиал № 30. Семенное связано автобусным сообщением с Симферополем, райцентром и соседними населёнными пунктами.

## География
Семенное — село в центре района, в степном Крыму на обоих берегах реки Салгир, высота центра села над уровнем моря — 17 м. На юго-западе село примыкает к райцентру (расстояние по шоссе до райцентра — около 4 километров), там же ближайшая железнодорожная станция — Нижнегорская (на линии Джанкой — Феодосия). Ближайшие сёла: Зелёное в 1 км на запад и Уваровка в 0 ,7 км на восток. Транспортное сообщение осуществляется по региональным автодорогам 35Н-380 Нижнегорский — Лиственное и 35Н-382 Семенное — Уваровка (по украинской классификации — С-0-10916 и С-0-10926).

## История
Первое документальное упоминание села встречается в Камеральном Описании Крыма… 1784 года, судя по которому, в последний период Крымского ханства Бешаран входил в Насывский кадылык Карасъбазарскаго каймаканства. После присоединения Крыма к России (8) 19 апреля 1783 года, (8) 19 февраля 1784 года, именным указом Екатерины II сенату, на территории бывшего Крымского Ханства была образована Таврическая область и деревня была приписана к Левкопольскому, а после ликвидации в 1787 году Левкопольского — к Феодосийскому уезду Таврической области. После Павловских реформ, с 1796 по 1802 год, входила в Акмечетский уезд Новороссийской губернии. По новому административному делению, после создания 8 (20) октября 1802 года Таврической губернии, Бешаран был включён в состав Урускоджинской волости Феодосийского уезда.
По Ведомости о числе селении, названиях оных, в них дворов… состоящих в Феодосийском уезде от 14 октября 1805 года , в деревне Бешаран числилось 10 дворов и 125 жителей. На военно-топографической карте генерал-майора Мухина 1817 года деревня Бешеран обозначена с 22 дворами. После реформы волостного деления 1829 года Бешаран, согласно «Ведомости о казённых волостях Таврической губернии 1829 года», отнесли к Бурюкской волости (переименованной из Урускоджинской). На карте 1836 года в деревне 18 дворов. Затем, видимо, в результате эмиграции крымских татар, деревня заметно опустела и на карте 1842 года Беш-Аран обозначен условным знаком «малая деревня», то есть, менее 5 дворов.
В 1860-х годах, после земской реформы Александра II, деревню приписали к Шейих-Монахской волости. В «Списке населённых мест Таврической губернии по сведениям 1864 года», составленном по результатам VIII ревизии 1864 года, Беш-Аран — владельческая немецкая колония, с 6 дворами и 19 жителями при реке Салгире. На трёхверстовой карте Шуберта 1865—1876 года деревня Беш Аран обозначена также с 6 дворами. По «Памятной книге Таврической губернии 1889 года», по результатам Х ревизии 1887 года, вместе в двух деревнях Айкиш и Бешаран числилось 17 дворов и 105 жителей, а в отдельной деревне Бешаран — 42 жителя в 8 дворах. По «…Памятной книжке Таврической губернии на 1892 год» в безземельной деревне Бешаран, не входившей ни в одно сельское общество, было 12 жителей, у которых домохозяйств не числилось.
После земской реформы 1890-х годов деревню приписали к Андреевской волости. По «…Памятной книжке Таврической губернии на 1900 год» в деревне Берашан, входившей в Айкишское сельское общество, числилось 36 жителей в 7 дворах. По Статистическому справочнику Таврической губернии. Ч.II-я. Статистический очерк, выпуск пятый Феодосийский уезд, 1915 год, в селе Бешаран Андреевской волости Феодосийского уезда числилось 22 двора (все дворы безземельные) с русским населением в количестве 167 человек приписных жителе, из которых 84 мужчины и 83 женщины. Жители землёй не владели, в хозяйствах имелось 94 лошади, 38 волов, 29 коров и 44 головы мелкого скотай.
После установления в Крыму Советской власти, по постановлению Крымревкома № 206 «Об изменении административных границ» от 8 января 1921 года была упразднена волостная система и село вошло в состав Ичкинского района Феодосийского уезда, а в 1922 году уезды получили название округов. 11 октября 1923 года, согласно постановлению ВЦИК, в административное деление Крымской АССР были внесены изменения, в результате которых округа были отменены, Ичкинский район упразднили, включив в состав Феодосийского в состав которого включили и село. Согласно Списку населённых пунктов Крымской АССР по Всесоюзной переписи 17 декабря 1926 года, в селе Бешарань, Желябовского сельсовета Феодосийского района, числилось 42 двора, из них 41 крестьянский, население составляло 176 человек, из них 169 русских, 6 немцев, 1 записан в графе «прочие». Постановлением ВЦИК «О реорганизации сети районов Крымской АССР» от 30 октября 1930 года был создан Сейтлерский район (по другим сведениям 15 сентября 1931 года) и село передали в его состав. По данным всесоюзной переписи населения 1939 года в селе проживало 346 человек.
В 1944 году, после освобождения Крыма от фашистов, согласно Постановлению ГКО № 5859 от 11 мая 1944 года, 12 августа 1944 года было принято постановление № ГОКО-6372с «О переселении колхозников в районы Крыма» и в сентябре 1944 года в район приехали первые новосёлы (320 семей) из Тамбовской области, а в начале 1950-х годов последовала вторая волна переселенцев из различных областей Украины. С 25 июня 1946 года Бешарань в составе Крымской области РСФСР. Указом Президиума Верховного Совета РСФСР от 18 мая 1948 года, Бешарань переименовали в Семенное. 26 апреля 1954 года Крымская область была передана из состава РСФСР в состав УССР. Время включения в Новоивановский сельсовет пока не установлено: на 15 июня 1960 года село уже числилось в его составе. К 1968 году Новоивановский сельсовет упразднили и село вошло в состав Уваровского. По данным переписи 1989 года в селе проживало 606 человек. С 12 февраля 1991 года село в восстановленной Крымской АССР, 26 февраля 1992 года переименованной в Автономную Республику Крым. С 21 марта 2014 года в составе Крыма аннексировано Россией.